# Park Narodowy Alto Fragua-Indi Wasi
Park Narodowy Alto Fragua-Indi Wasi (hiszp. Parque nacional natural Alto Fragua-Indi Wasi) – park narodowy w południowej części Kolumbii położony w departamencie Caquetá. Został utworzony 25 lutego 2002 roku i zajmuje obszar 760,94 km². Od północnego zachodu graniczy z Parkiem Narodowym Cueva de los Guácharos, a od zachodu i południa z Parkiem Narodowym Serranía de los Churumbelos-Auka Wasi.

## Opis
Park znajduje się na wschodnich zboczach Andów, w dorzeczu Amazonki (rzeki Caquetá i Pescado), na wysokościach od 900 do 2895 m n.p.m. Jest to obszar przejściowy między wysokimi pasmami Andów a Niziną Amazonki co powoduje dużą różnorodność fauny i flory. Niżej położoną część parku pokrywa puszcza amazońska i tropikalny wilgotny las górski. Wyżej występuje paramo. Park powstał w porozumieniu z rdzennymi mieszkańcami tego terenu należącymi do ludu Ingano.
Średnia roczna temperatura w parku wynosi +19,9 °C, a średnie roczne opady 3212 mm.

## Flora
W parku rosną narażone na wyginięcie (VU) cedrzyk wonny i Aniba perutilis, a także m.in.: Ocotea quixos, Paullinia yoco, Guarea carinata, Jacaranda copaia, Andropogon bicornis, Pachira specios, Hevea guianensis, Cyphomandra sibundoyensis, Cedrelinga catanaeformis oraz rośliny z rodzaju Banisteriopsis.

## Fauna
Z ssaków występują tu krytycznie zagrożony wyginięciem (CR) wełniak brunatny z podgatunku Lagotrix lagotricha lugens, zagrożony wyginięciem (EN) tapir górski, narażone na wyginięcie (VU) ocelot tygrysi, andoniedźwiedź okularowy, mrówkojad wielki, saki kolumbijska i tapir amerykański, a także m.in.: pakarana Branickiego, ocelot wielki, jaguar amerykański, puma płowa, mrówkojadek jedwabisty, kabassu jednopaskowy, pancernik większy, pancernik dziewięciopaskowy, mazama ruda, ostronos rudy, Saimiri sciureus macrodon (podgatunek sajmiri wiewiórczej), wełnoopos brązowouchy.
Ptaki to narażony na wyginięcie (VU) kusacz czarny, a także m.in.: zapylak ekwadorski, zapylak lazurowy, gorzyczek modrorzytny, zalotnik klinodzioby, amazonka skromna, organka oliwkowa, cienkodziobek złotoskrzydły, liściarek siwawy, mrówkodrozd kusy, orłodziobek białosterny, włócznik modroczelny, srokaczek białopierśny, białosterek rdzaworzytny, brylancik różowogardły, zieleniec żółtogardły, brylancik czarnolicy.